# Поліноміальна ієрархія
У теорії складності поліноміальна ієрархія — це ієрархія класів складності, яка узагальнює класи P, NP, co-NP до обчислень з оракулом.

## Визначення
Існує багато еквівалентних визначень класів поліноміальної ієрархії. Наведемо одне з них.
Для визначення оракула в поліноміальній ієрархії визначимо
{\displaystyle \Delta _{0}^{\rm {P}}:=\Sigma _{0}^{\rm {P}}:=\Pi _{0}^{\rm {P}}:={\mbox{P}},}
де P — це множина задач, розв'язних за поліноміальний час. Тоді для i ≥ 0 визначимо
{\displaystyle \Delta _{i+1}^{\rm {P}}:={\mbox{P}}^{\Sigma _{i}^{\rm {P}}}}
{\displaystyle \Sigma _{i+1}^{\rm {P}}:={\mbox{NP}}^{\Sigma _{i}^{\rm {P}}}}
{\displaystyle \Pi _{i+1}^{\rm {P}}:={\mbox{coNP}}^{\Sigma _{i}^{\rm {P}}}}
де AB — множина задач вибору, що вирішуються за поліноміальний час машиною Тьюринга, розширеною за допомогою оракула для якоїсь задачі з класу B. Наприклад, {\displaystyle \Sigma _{1}^{\rm {P}}={\rm {NP}},\Pi _{1}^{\rm {P}}={\rm {coNP}}}, і {\displaystyle \Delta _{2}^{\rm {P}}={\rm {P^{NP}}}} — це клас задач, що розв'язуються за поліноміальний час з оракулом для будь-якої задачі з NP.

## Відношення між класами в поліноміальній ієрархії
Визначення припускають такі відношення:
{\displaystyle \Sigma _{i}^{\rm {P}}\subseteq \Delta _{i+1}^{\rm {P}}\subseteq \Sigma _{i+1}^{\rm {P}}}
{\displaystyle \Pi _{i}^{\rm {P}}\subseteq \Delta _{i+1}^{\rm {P}}\subseteq \Pi _{i+1}^{\rm {P}}}
{\displaystyle \Sigma _{i}^{\rm {P}}={\rm {co}}\Pi _{i}^{\rm {P}}}
На відміну від арифметичних і аналітичних ієрархій, всі включення в яких строгі, в поліноміальній ієрархії питання про строгість все ще відкрите.
Якщо якийсь {\displaystyle \Sigma _{k}^{\rm {P}}=\Sigma _{k+1}^{\rm {P}}}, або якийсь {\displaystyle \Sigma _{k}^{\rm {P}}=\Pi _{k}^{\rm {P}}}, то ієрархія стискається до рівня k: для всіх {\displaystyle i>k}, {\displaystyle \Sigma _{i}^{\rm {P}}=\Sigma _{k}^{\rm {P}}}. На практиці це означає, що рівність класів P і NP повністю руйнує поліноміальну ієрархію.
Об'єднання всіх класів поліноміальної ієрархії є класом PH.
Поліноміальна ієрархія є аналогом (меншої складності) для експоненційної ієрархії та арифметичної ієрархії.
Відомо, що PH міститься в PSPACE, але не відомо чи рівні ці два класи.
- Корисне переформулювання останньої задачі: PH = PSPACE тоді й тільки тоді, коли логіка другого порядку не отримує додаткової потужності при додаванні оператора транзитивного замикання.

Кожен клас у поліноміальній ієрархії містить {\displaystyle \leq _{\rm {m}}^{\rm {P}}}-повні задачі (задачі повні відносно зведення за Карпом за поліноміальний час).